# Thomas Wilson (lexicógrafo)

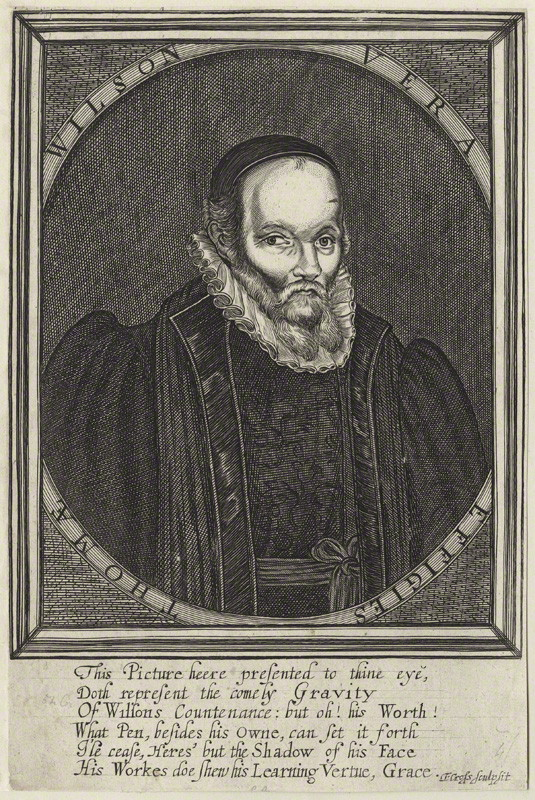
Thomas Wilson

Thomas Wilson (1563–1622) foi um padre anglicano inglês, conhecido como o compilador de uma das primeiras obras de referência bíblica.

## Obras
A principal obra de Wilson foi o seu Christian Dictionarie (Londres, 1612), uma das primeiras tentativas feitas numa concordância da Bíblia em inglês. Teve várias edições. A quarta foi ampliado por John Bagwell (nd, Londres); a quinta apareceu em 1647; a sexta (1655) foi posteriormente expandido por Andrew Symson.
Os seus Commentarie sobre a Epístola aos Romanos, escrito na forma de um diálogo entre Timóteo e Silas, levou Wilson sete anos para escrever. Foi reimpresso em 1627 e alcançou uma terceira edição em 1653. Em 1611 ele publicou um volume contendo Jacob's Ladder; or, a short Treatise laying forth the severall Degrees of Gods Eternall Purpose, A Dialogue about Jvstification by Faith, A Receit against Heresie e dois sermões. Com outros sermões e obras aparentemente perdidas, ele escreveu Saints by Calling; ou Called to be Saints, Londres, 1620.